# Гессе, Людвиг Отто
Людвиг Отто Ге́ссе (нем. Ludwig Otto Hesse; 22 апреля 1811, Кёнигсберг, — 4 августа 1874, Мюнхен) — немецкий математик, член Баварской АН (1868), с 1869 года профессор Политехнической школы в Мюнхене. Основные работы относятся к геометрии (аналитической, проективной и дифференциальной), линейной алгебре, вариационному исчислению; ввёл понятие гессиана.

## Понятие гессиана
Понятие гессиана введено Людвигом Отто Гессе (1844), который использовал другое название. Термин «гессиан» был введён Джеймсом Джозефом Сильвестром.